# Viciria polysticta
Viciria polysticta är en spindelart som beskrevs av Simon 1902. Viciria polysticta ingår i släktet Viciria och familjen hoppspindlar. Inga underarter finns listade i Catalogue of Life.